# Metapogon punctipennis
Metapogon punctipennis là một loài ruồi trong họ Asilidae. Metapogon punctipennis được Coquillett miêu tả năm 1904. Loài này phân bố ở vùng Tân Bắc giới.